# Hyppeln
Hyppeln är en ö i Göteborgs norra skärgård och en småort i Öckerö kommun.
Hyppeln är cirka 1,5 kilometer lång, har cirka 150 fastboende och här finns en gästhamn, restaurang samt en livsmedelsbutik. Ön har förbindelse med övriga delar av Öckerö kommun och med omvärlden genom Nordöleden, en avgiftsfri färjeförbindelse till Burö färjeläge på norra Hälsö.

## Namnet
En hyppel på lokaldialekt är en knöl, svulst eller puckel. Namnet syftar på öns profil.

## Historia
Hyppeln nämns första gången i skrifter från 1600-talet då ön ägdes av skärgårdsbonden Olof Hansson.
Hyppeln var förr känt som landets krabbcentrum. Pionjär i sammanhanget var fiskaren Oscar Johansson med sin båt "Gunvor" hittade rika fångstplatser för krabba öster om Læsø.

## Idrott
Hyppelns idrottsklubb har inget aktivt fotbollslag men anordnar ett omtyckt midsommarfirande och andra evenemang. Hyr även ut lokal till lägerskolor.